# Gare de Cobourg
La gare de Cobourg est une gare ferroviaire à Cobourg en Ontario. La gare est desservie par les trains de Via Rail qui relient Toronto, Ottawa et Montréal. La gare est située en haut d'une colline, à mi-chemin entre le centre-ville historique et la zone commerciale périphérique de la ville de Cobourg. Le bâtiment de la gare est désigné comme une gare ferroviaire patrimoniale du Canada. Une nouvelle passerelle et un nouveau quai central ont été ouverts en août 2014.

## Situation ferroviaire
La gare est située au point milliaire 264 milles (424,9 km) de la subdivision Kingston du Canadien National, entre les gares de Port Hope et de Trenton Junction. La gare de triage du CN est située juste au nord de la gare.

## Histoire

### Première gare
La première gare de Cobourg a été ouverte en 1856 en tant qu'arrêt sur la ligne principale du Grand Tronc entre Toronto et Montréal, et le Grand Tronc a eu le monopole du service ferroviaire à Cobourg tout au long du 19e siècle. La première gare comprenait un bâtiment de la gare, un restaurant, la maison de l'agent de la gare, des ateliers de fret et d'entretien des voitures.
Cobourg était un centre de transport prospère lorsque la ligne a été achevée en 1856. Au début et au milieu du 19e siècle, à l'époque des voyages par voie d'eau, c'était une grande voie de passage. La ville possédait un port naturel sur le lac Ontario, qui constituait un point d'arrêt pratique pour les bateaux voyageant d'est en ouest sur la route du fleuve Saint-Laurent et du lac Ontario. Elle était reliée du nord au sud par un traversier à Rochester dans l'État de New York, juste de l'autre côté du lac Ontario. Elle était également reliée par le chemin de fer secondaire Cobourg et Peterborough aux régions intérieures situées directement au nord.
Sous la direction de Charles Melville Hays, le Grand Tronc a commencé à moderniser ses installations datées, en améliorant la voie sur sa ligne lucrative de Toronto à Montréal entre 1901 et 1905. En 1906, le Grand Tronc a entamé le réaménagement des services et des installations connexes ainsi que des locomotives. Sous sa direction, le Grand Tronc a envisagé le remplacement de ses voies existantes entre Toronto et Montréal en 1907, et une partie de cette démarche comprenait la réorganisation des triages de Cobourg pour faciliter des opérations plus efficaces.
À la même époque, le Grand Tronc a acquis en 1901 le chemin de fer secondaire Cobourg-Peterborough, qui passait juste à l'ouest de la gare de Cobourg. Le Grand Tronc décide de revoir le tracé de cette ligne secondaire, et ces changements nécessistent la redéfinition du site du triage et la reconstruction d'une nouvelle gare, ce qui nécessite l'approbation du Conseil des commissaires de chemins de fer.
Pendant que le Conseil examinait sa demande, il a également reçu une autre demande de la Canadian Northern Railway visant à ouvrir une deuxième gare à Cobourg. Cette gare devait faire partie d'un nouvel embranchement entre Toronto et Ottawa, lui-même faisant partie d'un projet plus vaste visant à relier Buffalo et Montréal. La réaction immédiate du Conseil a été de demander au Grand Tronc de combiner ses ressources et celles de la Northern et de construire une seule gare à Cobourg. La proposition a été repoussée avec succès par le Grand Tronc au motif qu'une gare commune perturberait grandement ses projets, et deux gares distinctes ont donc été construites.

### Deuxième gare
Au fil des décennies, les liaisons vers les régions intérieures sont devenues de plus en plus importantes, et le contrôle de la zone en développement au nord a été revendiqué par la ville voisine de Port Hope. Les entreprises industrielles de la fin du 19e siècle sont peu nombreuses et rarement rentables. Le résultat le plus durable de l'une d'entre elles, la Cobourg-Marmora Railway and Mining Company, fut d'attirer un groupe fidèle d'industriels américains à Cobourg comme destination de vacances d'été.
En conséquence, lorsque cette gare a été construite, la population était composée de deux groupes. Le premier était local, un mélange de fermiers pratiques et de petits hommes d'affaires, dont la plupart étaient des descendants de Britanniques, qui dépendaient des profits des riches terres agricoles environnantes. Le deuxième groupe était constitué des résidents d'été et des industries touristiques qui les soutenaient. À la fin du 19e siècle, Cobourg était devenu un lieu de vacances populaire pour les touristes canadiens et américains fortunés. Des hôtels luxueux avaient été établis pour servir un groupe plus transitoire de vacanciers.
En 1922, la gestion du Canadian Northern et du Grand Tronc a été consolidée pour devenir le Canadien National. En 1925, la gare du Canadian Northern avait été fermée à toutes fins autres que le trafic de passagers des trains de nuit. L'ancienne gare du Grand Tronc était devenue la seule gare. Ainsi, après la Première Guerre mondiale, le style de vie des maisons d'été a connu un déclin spectaculaire au cours des années 1920. Dans les années 1930, il ne restait plus que les propriétaires de maisons d'été. Pendant les années 1930 et 1940, les maisons d'été ont diminué, mourant lentement, les familles finissant par vendre ou mourir.
La ville a dû se rabattre sur son agriculture et sa base industrielle relativement statique pour survivre. Depuis la Seconde Guerre mondiale, la population s'est diversifiée et la ville est devenue un centre de services industriels et une banlieue de longue distance pour Toronto. Depuis l'achèvement de l'autoroute 401 en 1957, la plupart des nouveaux développements sont associés à l'automobile plutôt qu'au train.
En janvier 1977, le CN a transformé ses services voyageurs en une société d'État distincte, Via Rail Canada. La propriété de la gare a été transférée du CN à Via Rail en 1986, et elle a été rénovée dans les années 1990 pour être utilisée à long terme comme installation de Via Rail.
En novembre 2010, le député de Northumberland—Quinte West, le maire de Cobourg et l'avocat général et secrétaire de Via Rail, ont dévoilé le design de la nouvelle gare de Cobourg améliorée et agrandie. La conception de la gare comprend une salle d'attente entièrement accessible, la restauration du bâtiment patrimonial existant, un nouveau quai central, un débarcadère, et un aménagement paysager. Le projet a été estimé à 9 millions de dollars, et a reçu un million de dollars du gouvernement fédéral. La nouvelle passerelle et le nouveau quai central ont été ouverts en août 2014, pour un budget total de 14 millions de dollars.

## Service des voyageurs

### Accueil
La gare est ouverte tous les jours entre 7h15 et 10h, et entre 11h et 21h45, et la billetterie est ouverte tous les jours entre 7h15 et 10h, et entre 11h et 21h30. Le service d'enregistrement des bagages est offert aux voyageurs.
La gare dispose d'un stationnement extérieur pour les voyageurs de courte ou longue durée. La gare est équipée d'un guichet bancaire, des toilettes, d'un téléphone payant et d'un support à vélo. Les voyageurs en fauteuil roulant ont accès à la gare et trains, avec un appareil de levage de fauteuil roulant. La demande doit être faite 48 heures à l'avance.

### Desserte
Trois à quatre trains en direction de Montréal, cinq à six trains en direction d'Ottawa, et huit trains à destination de Toronto s'arrêtent à Cobourg chaque jour.

### Intermodalité
Le stationnement extérieur est gratuit aux voyageurs de Via Rail. Une succursale d'Enterprise Rent-A-Car est située à 400 mètres de la gare pour la location d'auto.
Le transport en commun local est assuré par Cobourg Transit, un service entièrement accessible qui dispose de trois autobus assurant des services à la demande. Il offre également un service origine-destionation appelé WHEELS pour les usagers admissibles qui ne peuvent pas utiliser le transport en commun conventionnel. Les usagers peuvent réserver un trajet via l'application, sur le site web ou par téléphone. Le service est disponible en semaine entre 6h15 et 21h, le samedi entre 8h15 et 18h45, le dimanche entre 8h45 et 15h45.